# Like a Boss
Like a Boss es una película estadounidense de comedia dirigida por Miguel Arteta y escrita por Sam Pitman & Adam Cole-Kelly. La película es protagonizada por Tiffany Haddish, Rose Byrne y Salma Hayek. Se estrenó el 10 de enero de 2020 por Paramount Pictures.

## Argumento
Dos amigas con personalidades muy diferentes dirigen su propia empresa de belleza, Mia&Mel. Mel es más práctica e inventiva, mientras que Mia quiere ganar su fortuna rápidamente y vivir un estilo de vida lujoso.
Las cosas empeoran cuando su compañía tiene una deuda de $493,000, lo que los obliga a recurrir a la benefactora sin escrúpulos Claire Luna, directora de un importante imperio de cosméticos, que tiene la intención de robar el negocio de sus manos. Los dos deben abordar sus diferencias para salvar su negocio, ya que se enfrentan al desafío de demostrar su valía ante Luna incluso cuando ella les roba la idea de su bolsa de 'una noche' y la comercializa a través de una de sus otras compañías, también. Como obligarlos a despedir a uno de sus trabajadores, Barrett, dejando a su compañero de personal Sydney como su único empleado.
Mia y Mel se 'separaron' brevemente a través de sus diferentes enfoques de la oferta de Luna, pero se reconcilian cuando sus amigos las ayudan a enfrentar cómo se necesitan mutuamente. Ante la posible pérdida de su negocio, Mia y Mel se acercan a Shay, el ex socio comercial de Luna, para iniciar una nueva empresa, Proud Cosmetics, comercializando su nuevo producto 'Ride or Die', maquillaje destinado a ser utilizado por mejores amigas juntas, para afrontar sus salidas nocturnas. Con esta laguna, Mia y Mel pueden producir y comercializar 'Ride or Die' bajo el lema 'Proud', mientras que Luna adquiere la propiedad de Mia&Mel sin dejar de pagarles el 49 % de todas las ganancias posteriores. Mia y Mel también traen a Sydney y Barrett a la nueva empresa.

## Reparto
- Tiffany Haddish como Mia Carter.
- Rose Byrne como Mel Paige.
- Salma Hayek como Claire Luna.
- Jennifer Coolidge como Sydney.
- Billy Porter como Barrett.
- Ari Graynor como Angela.
- Natasha Rothwell como Jill.
- Jessica St. Clair como Kim.
- Karan Soni como Josh Tinker.
- Jacob Latimore como Harry.
- Jimmy O. Yang como Ron.
- Ryan Hansen como Greg.
- Seth Rollins como Byron.
- Veronica Merrell como Lola.
- Vanessa Merrell como Layla.
- Caroline Arapoglou como Brook.
- Lisa Kudrow como Shay.

## Producción
El 23 de octubre de 2017, se anunció que Paramount Pictures había comprado un guion de comedia femenina escrito por Sam Pitman y Adam Cole-Kelly. La película sería producida por Peter Principato, Itay Reiss y Joel Zadak a través de Principato-Young Entertainment (ahora conocido como Artists First).
En julio de 2018, Paramount ganó la guerra de ofertas por el papel protagonista de Tiffany Haddish, y la película sería dirigida por Miguel Arteta. Más tarde, el mismo mes, Rose Byrne se unió a la película para interpretar uno de los papeles principales. En septiembre de 2018, Salma Hayek se incorporó al reparto para desempeñar un papel de apoyo. En octubre de 2018, Ari Graynor, Jacob Latimore, Karan Soni, Jimmy O. Yang, Natasha Rothwell, Jessica St. Clair y Billy Porter se integraron al elenco de la película.
La fotografía principal de la película comenzó en octubre de 2018.

## Estreno
Like a Boss fue estrenada el 10 de enero de 2020 por Paramount Pictures.